# 克拉斯納河

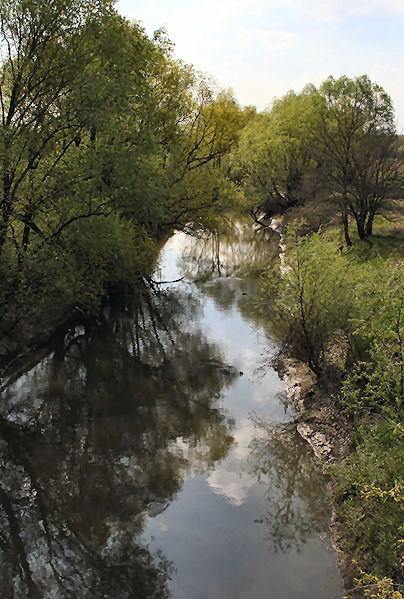

克拉斯納河是歐洲中部的河流，位於羅馬尼亞西北部和匈牙利東北部，屬於蒂薩河的支流，河道全長193公里，發源自外西凡尼亞地區，河畔城鎮有希姆萊烏錫爾瓦涅伊、瑙吉埃切德和馬泰紹爾考。